# Campeonato Mundial de Atletismo Sub-20 de 2018 - Revezamento 4x400 m masculino
A prova do revezamento 4 x 400 metros masculino do Campeonato Mundial de Atletismo Sub-20 de 2018 ocorreu entre os dias 14 e 15 de julho, no Estádio de Tampere, em Tampere, na Finlândia.

## Recordes
Antes desta competição, os recordes mundiais e do campeonato nesta prova eram os seguintes:
|     | Nacionalidade  | Tempo   | Local    | Data                |
| --- | -------------- | ------- | -------- | ------------------- |
| WJR | Estados Unidos | 3:00.33 | Trujillo | 23 de julho de 2017 |
| CR  | Estados Unidos | 3:01.09 | Grosseto | 18 de julho de 2004 |
| WJL | África do Sul  | 3:08.07 | Boksburg | 28 de abril de 2018 |

## Medalhistas
| Ouro                                                                                           | Prata | Bronze                                                                             |
| Itália · Klaudio Gjetja · Andrea Romani · Alessandro Sibilio · Edoardo Scotti · Lorenzo Benati | Estados Unidos · Elija Godwin · Nicholas Ramey · Justin Robinson · Howard Fields · Matthew Boling · Umajesty Williams | Reino Unido · Alex Haydock-Wilson · Joseph Brier · Alastair Chalmers · Alex Knibbs |

*Atletas que competiram apenas nas eliminatórias

## Cronograma
Todos os horários são locais (UTC+2).
| Data        | Hora  | Evento  |
| ----------- | ----- | ------- |
| 14 de julho | 12:15 | Bateria |
| 15 de julho | 15:28 | Final   |

## Resultados

### Bateria
Qualificação: Os 2 primeiros de cada bateria (Q) e os 2 tempos mais rápidos (q).
| Posição | Bateria | Nacionalidade  | Atletas                                                                              | Tempo         | Notas                |
| ------- | ------- | -------------- | ------------------------------------------------------------------------------------ | ------------- | -------------------- |
| 1       | 3       | Estados Unidos | Matthew Boling, Nicholas Ramey, Justin Robinson, Umajesty Williams                   | 3:05.57       | Q, WJL               |
| 2       | 1       | Reino Unido    | Alex Haydock-Wilson, Joseph Brier, Ellis Greatrex, Alex Knibbs                       | 3:07.17       | Q, WJL               |
| 3       | 2       | Itália         | Klaudio Gjetja, Andrea Romani, Lorenzo Benati, Edoardo Scotti                        | 3:08.35       | Q,                   |
| 4       | 2       | Austrália      | Adam Kopp, Christian Davis, Harvey Murrant, Ashley Moloney                           | 3:08.53(.522) | Q,                   |
| 5       | 2       | Alemanha       | Justus Ringel, Joscha Bretschneider, Arne Leppelsack, Jean Paul Bredau               | 3:08.53(.524) | q,                   |
| 6       | 3       | França         | Fabrisio Saidy, Téo Andant, Antoine Leblois, Lidji Mbaye                             | 3:08.78       | Q,                   |
| 7       | 3       | Sri Lanka      | Lakshan Kodikara, Pabasara Niku, Thiran Ravishka, Aruna Dharshana                    | 3:08.88       | q                    |
| 8       | 1       | Bélgica        | Simon Mazebo, Sven Van Den Bergh, Rayane Borlee, Jonathan Sacoor                     | 3:09.39       | Q,                   |
| 9       | 3       | Suíça          | Julien Bonvin, Ricky Petrucciani, Filippo Moggi, William Reais                       | 3:09.48       | NJR                  |
| 10      | 3       | Zimbabwe       | Dickson Clever Kapandura, Ngoni Joel Chadyiwa, Blessing Nyandoro, Leon Tafirenyika   | 3:09.68       | NJR                  |
| 11      | 2       | Turquia        | Akin Özyürek, Mahsum Korkmaz, Ilyas Canakci, Ahmet Kasap                             | 3:09.87       | Recorde da temporada |
| 12      | 1       | Japão          | Shuji Mori, Daichi Sawa, Hayata Goto, Yusuke Shirao                                  | 3:10.06       |                      |
| 13      | 1       | Polónia        | Jacek Majewski, Sebastian Jakubowski, Adam Mroczek, Szymon Kreft                     | 3:10.68       |                      |
| 14      | 3       | Canadá         | Khamal Stewart-Baynes, Ruach Chuol Padhal, Nathaniel St. Romain, Myles Misener-Daley | 3:11.58       | Recorde da temporada |
| 15      | 1       | Etiópia        | Mosisa Siyoum, Melkamu Assefa, Gadisa Bayu, Abdurahman Abdo                          | 3:12.63       | Recorde da temporada |
| 16      | 2       | Índia          | Rajesh Ramesh, Devender Kumar, Stanley Cibbinkumar, Ayush Dabas                      | 3:14.19       |                      |
| 17      | 1       | Chéquia        | Ondrej Holub, Vladislav Sadirov, Ladislav Topfer, Tomáš Nemejc                       | 3:14.71       |                      |
| 18      | 2       | África do Sul  | Malesela Senona, Thembo Monareng, Lourens Steenekamp, Gabriel Louw                   | 3:26.44       |                      |
| 19      | 1       | Jamaica        | Malik Smith, Dashawn Morris, Anthony Carpenter, Shemar Chambers                      | DSQ           |                      |

### Final
A prova final foi realizada no dia 15 de julho às 15:28.
| Posição           | Nacionalidade  | Atletas                                                                | Tempo   | Notas                |
| ----------------- | -------------- | ---------------------------------------------------------------------- | ------- | -------------------- |
| Medalha de ouro   | Itália         | Klaudio Gjetja, Andrea Romani, Alessandro Sibilio, Edoardo Scotti      | 3:04.05 | WJL, EJR             |
| Medalha de prata  | Estados Unidos | Elija Godwin, Nicholas Ramey, Justin Robinson, Howard Fields           | 3:05.26 | Recorde da temporada |
| Medalha de bronze | Reino Unido    | Alex Haydock-Wilson, Joseph Brier, Alastair Chalmers, Alex Knibbs      | 3:05.64 | Recorde da temporada |
| 4                 | França         | Fabrisio Saidy, Téo Andant, Antoine Leblois, Lidji Mbaye               | 3:06.65 | Recorde da temporada |
| 5                 | Bélgica        | Sven Van den Bergh, Jonathan Sacoor, Simon Mazebo, Rayane Borlée       | 3:07.05 | Recorde da temporada |
| 6                 | Alemanha       | Justus Ringel, Joscha Bretschneider, Arne Leppelsack, Jean Paul Bredau | 3:07.80 | Recorde da temporada |
| 7                 | Austrália      | Adam Kopp, Christian Davis, Harvey Murrant, Ashley Moloney             | 3:09.31 |                      |
| 8                 | Sri Lanka      | Lakshan Kodikara, Pabasara Niku, Thiran Ravishka, Aruna Dharshana      | 3:09.38 |                      |

Legenda
| Recorde mundial       | Recorde mundial (World record)               |                       | Recorde africano                      | Recorde africano (African) |                                           | Q | Classificado por posição (Qualified) |
| Recorde do campeonato | Recorde do campeonato (Championship record)  | Recorde da América    | Recorde da América (Americas)         | q                          | Classificado por melhor tempo (Qualified) |   |                                      |
| Melhor marca do ano   | Melhor marca do ano (World leading)          | Recorde asiático      | Recorde asiático (Asian)              | DNS                        | Não largou (Did not start)                |   |                                      |
| Recorde nacional      | Recorde nacional (National record)           | Recorde europeu       | Recorde europeu (European)            | DNF                        | Não terminou (Did not finish)             |   |                                      |
| Recorde pessoal       | Recorde pessoal do atleta (Personal best)    | Recorde da Oceania    | Recorde da Oceania (Oceania)          | DSQ / DQ                   | Desclassificado (Disqualified)            |   |                                      |
| Recorde da temporada  | Recorde da temporada do atleta (Season best) | Recorde sul-americano | Recorde sul-americano (South America) | NM                         | Sem marca (No mark)                       |   |                                      |